# Häxprocessen i Reutlingen
Häxprocessen i Reutlingen var en häxprocess som ägde rum i Reutlingen mellan 1665 och 1666 och resulterade i åtminstone 22 personers död. Det var tillsammans med häxprocessen i Esslingen den första stora häxprocessen i Württemberg, en protestantisk region som annars var känd för sin återhållsamhet, och den första stora häxprocess i sydvästra Tyskland på trettio år.
Sydvästra Tyskland hade tidigare varit berömt för sina stora häxprocesser, men dessa hade ebbat ut efter den stora häxpaniken på 1620-talet. 
Häxprocessen i Esslingen utspelade sig parallellt med häxprocessen i Esslingen i närheten, som uppvisade en stark likhet: även här utlöstes häxprocessen av att en tolv år gammal pojke skröt 1665 över att vara häxa, och med ytterligare tre barn placerades i fångtornet där de pekade ut vuxna som sedan ställdes inför rätta (själva fick de dock avrättningen uppskjuten till vuxen ålder, om de inte visade förbättring nog att släppas fria då). Även i Reutlingen stöddes processen av en hög ämbetsman, Johanna Philipp Lauenberger, borgmästare 1665-1683, som också ska ha använt den för att göra sig kvitt rivaler. Lauenbergers rival, apotekaren och rådmannen Heinrich Efferenns fru Magdalena angavs för häxeri och flydde till sina föräldrar till Tübingen och fick sedan sällskap av sin make i Württemberg, där de fick politisk asyl i Cannstatt, som vägrade gå med på utlämning, där maken öppet kritiserade den pågående processen i Reutlingen. 
De återvände först 1667, när häxpanik utbröt i Cannstatt, och lyckades då frikännas, dock först efter ruinering. Häxprocessen i Reutlingen var antingen mindre eller också med sämre dokumentering: endast 22 är dokumenterade som åtalade och 14 som avrättade 1665-66, men samtida uppgifter beskriver den som större, och en samtida sång talar om "40 söner och döttrar".
Dessa två häxprocesser var de sista stora häxprocesserna i sydvästra Tyskland, en region som tidigare varit berömd för sina jättelika häxjakter. Även om enskilda personer avrättades för häxeri till mitten av 1700-talet, handlade det aldrig mer om fler än en eller två personer vid samma process, och då en masshysteri bröt ut i Calw 1683 stoppades den av myndigheterna efter endast två avrättningar.